# Sto dnej do prikaza
Sto dnej do prikaza (russisk: Сто дней до приказа) er en sovjetisk spillefilm fra 1990 af Khusejn Erkenov.

## Medvirkende
- Vladimir Zamanskij
- Armen Dzhigarkhanyan
- Oleg Vasilkov som Elin
- Roman Grekov som Zub
- Valerij Trosjin som Kudrin